# Aeroportul Beringin
Aeroportul Beringin (IATA: GXA, ICAO: WAOM) este un aeroport din Kalimantan Tengah⁠(d), Indonezia ce deservește zona Muara Teweh⁠(d).
Situat la o altitudine de 29 m, aeroportul dispune de o singură pistă.